# Paraptychodes
Paraptychodes là một chi bướm đêm thuộc họ Geometridae.